# Темна Вежа II: Крізь час
«Крізь час» (англ. The Drawing of the Three — «Жереб трьох») — другий роман американського письменника Стівена Кінга з серії романів про Темну Вежу, яку Кінг презентує як свій Magnum opus. Вперше було опубліковано в 1987 році.

## Анотація до книги
Україна
У книжці «Крізь час. Темна Вежа II» триває нелегкий, сповнений дивовижних пригод і смертельних небезпек шлях стрільця Роланда до Вежі. На цьому шляху він зустрічає трьох персонажів (це наркоман Едді, який намагається врятуватись від мафії, Детта-Одетта, що стає жертвою «нещасного випадку», влаштованого третім із них  — Джеком Мортом), у свідомість яких час од часу стрілець здатен проникати, змушуючи коритись своїй волі…

## Сюжет
Дія тому починається на березі Західного моря невдовзі після того, як Роланд прокидається після сутички з запеклим ворогом і бачить, що Волтер давно мертвий, перетворився на мощі там, де й без того повно кісток. На виснаженого стрільця нападає орда зажерливих «омаромонстрів», і, не встигаючи порятуватися втечею, він зазнає тяжких поранень та втрачає два пальці правої руки. Отрута від укусів потрапляє в кров, і, просуваючись на північ узбережжям Західного моря, Роланд слабне. Можливо, смерть уже дихає йому в потилицю.
Дорогою він натрапляє на троє дверей, які стоять просто на пляжі. Вони відчиняються в місто нашого світу, Нью-Йорк, у три різні часові проміжки. З 1987 року Роланд видобуває Едді Діна, в'язня, бранця героїну. З 1964-го Одетту Сюзанну Голмс, жінку, що втратила нижні кінцівки під колесами поїзда метро… і то не був нещасний випадок. Вона достоту Дама тіней, бо всередині молодої чорношкірої активістки руху за права людини, якою її знають друзі, криється друге «я» — злобна істота на ім'я Детта Волкер. І коли Роланд видобуває її в Серединний світ, це жорстоке, підступне й винахідливе створіння твердо вирішує вбити стрільця й Едді.
Треті двері ведуть до Міжчасся — в 1977 рік, де Роланд входить у диявольську свідомість Джека Морта, який уже не раз, а двічі завдав Одетті/Детті болю. «Смерть, — провістив чоловік у чорному, — але не для тебе, стрільцю» . Одначе Морт — не той третій, про кого казав Волтер. Роланд перешкоджає Мортові вбити Джейка Чебмерза, і невдовзі Морт гине під колесами того- таки поїзда, що відтяв ноги Одетті в 1959-му. Відтак Роланд неспроможний видобути маніяка в Серединний світ, але він не шкодує про це, бо такої істоти йому не треба.
Втім, на того, хто насмілився опиратися майбутньому, чекає покарання, чи не так? «Ка, шмаркачу, — сказав би на це старий Роландів учитель Корт, — це велике колесо, яке завжди обертається. Не раджу тобі стояти перед ним, коли це станеться, бо воно тебе розчавить і твоїй порожній довбешці й всьому тому непотребу, що в тебе в пузі, настане кінець».
Тож Роланд має здогад, що Едді й Одетта — це троє, бо ж особистість Одетти роздвоєна. Втім, коли Одетта й Детта зливаються воєдино в Сюзанні (цим варто завдячувати любові й відвазі Едді), то стрілець починає розуміти, що третього ще не видобуто. Йому відомо ще дещо: думки про Джейка, хлопчика, який помираючи, сказав йому про інші світи, не дають стрільцеві спокою, вони буквально шматують його. Половина його «я» вважає, що хлопчика взагалі ніколи не було, що це виплід фантазії. Завадивши Джекові Морту задля вбивства штовхнути Джейка під машину, Роланд створив часовий парадокс, який тепер мучить стрільця, ні на мить не полишаючи його думки. А в нашому світі від того самого потерпає Джейк Чемберз.

## Український переклад
- Стівен Кінґ. Темна вежа II: Крізь час. Переклад з англійської: Олена Любенко. Харків: Книжковий Клуб «Клуб Сімейного Дозвілля», 2007. 464 с. ISBN 978-966-343-691-3
  - (2-ге видання) Стівен Кінґ. Темна вежа II: Крізь час. Переклад з англійської: Олена Любенко. Харків: Книжковий Клуб «Клуб Сімейного Дозвілля», 2008. 464 с. ISBN 978-966-343-691-3
  - (3-тє видання)Стівен Кінґ. Темна вежа II: Крізь час. Переклад з англійської: Олена Любенко. Харків: Книжковий Клуб «Клуб Сімейного Дозвілля», 2013. 459 с. ISBN 978-966-14-5070-6